# Feldhockey-Weltmeisterschaft der Damen 1974
Die 1. Ausgabe der Feldhockey-Weltmeisterschaft der Damen fand 1974 in Mandelieu-la-Napoule statt. Es nahmen 10 Nationalmannschaften aus Asien, Südamerika und Europa teil. Gewinner wurden die Niederlande.

## Teilnehmer
| Gruppe A       | Gruppe A    | Gruppe A   | Gruppe A   | Gruppe A | Gruppe A |
| -------------- | ----------- | ---------- | ---------- | -------- | -------- |
| Indien         | Niederlande | Belgien    | Spanien    | Mexiko   |          |
| Gruppe B       |             |            |            |          |          |
| BR Deutschland | Argentinien | Frankreich | Österreich | Schweiz  |          |

## Vorrunde
Gruppe A
| Rang | Land        | Spiele | S | U | N | Tore | Punkte |
| ---- | ----------- | ------ | - | - | - | ---- | ------ |
| 1    | Indien      | 4      | 3 | 0 | 1 | 8:3  | 6      |
| 2    | Niederlande | 4      | 3 | 0 | 1 | 5:1  | 6      |
| 3    | Belgien     | 4      | 2 | 1 | 1 | 5:2  | 5      |
| 4    | Spanien     | 4      | 1 | 1 | 2 | 5:6  | 3      |
| 5    | Mexiko      | 4      | 0 | 0 | 4 | 1:12 | 0      |

| Mannschaft 1 | Mannschaft 2 | Ergebnis |
| ------------ | ------------ | -------- |
| Indien       | Mexiko       | 3:0      |
| Spanien      | Indien       | 1:4      |
| Spanien      | Mexiko       | 4:0      |
| Indien       | Niederlande  | 1:0      |
| Niederlande  | Spanien      | 2:0      |
| Niederlande  | Mexiko       | 2:0      |
| Niederlande  | Belgien      | 1:0      |
| Belgien      | Indien       | 2:0      |
| Belgien      | Spanien      | 0:0      |
| Belgien      | Mexiko       | 3:1      |

Gruppe B
| Rang | Land           | Spiele | S | U | N | Tore | Punkte |
| ---- | -------------- | ------ | - | - | - | ---- | ------ |
| 1    | BR Deutschland | 4      | 4 | 0 | 0 | 15:2 | 8      |
| 2    | Argentinien    | 4      | 3 | 0 | 1 | 19:4 | 6      |
| 3    | Frankreich     | 4      | 2 | 0 | 2 | 7:5  | 4      |
| 4    | Österreich     | 4      | 1 | 0 | 3 | 2:15 | 2      |
| 5    | Schweiz        | 4      | 0 | 0 | 4 | 1:18 | 0      |

| Mannschaft 1   | Mannschaft 2   | Ergebnis |
| -------------- | -------------- | -------- |
| Frankreich     | Österreich     | 4:0      |
| Frankreich     | Argentinien    | 0:3      |
| Frankreich     | Schweiz        | 3:1      |
| Argentinien    | Österreich     | 6:0      |
| Argentinien    | BR Deutschland | 2:4      |
| Argentinien    | Schweiz        | 8:0      |
| BR Deutschland | Österreich     | 5:0      |
| BR Deutschland | Frankreich     | 1:0      |
| BR Deutschland | Schweiz        | 5:0      |
| Schweiz        | Österreich     | 0:2      |

## Platzierungsspiele
| Spanien | – Frankreich | 2:0 |

| Belgien | – Österreich | 6:0 |

Spiel um Platz 9
| Schweiz | – Mexiko | 1:1 |

Spiel um Platz 7
| Frankreich | – Österreich | 1:0 |

Spiel um Platz 5
| Spanien | – Belgien | 0:2 |

## Finalspiele
| Argentinien | – Indien         | 1:0 |
| Niederlande | – BR Deutschland | 1:0 |

Spiel um Platz 3
| Indien | – BR Deutschland | 0:2 |

Finale
| Niederlande | – Argentinien | 1:0 |

## Endklassement
| Platz | Land           |
| ----- | -------------- |
| 1     | Niederlande    |
| 2     | Argentinien    |
| 3     | BR Deutschland |
| 4     | Indien         |
| 5     | Belgien        |
| 6     | Spanien        |
| 7     | Frankreich     |
| 8     | Österreich     |
| 9     | Mexiko         |
| 10    | Schweiz        |

## Weltmeisterinnen
Nel van Kollenburg, Toos Bax, Nicole van Lierop, Lisette Sevens, Anneke Bax, Wilma Koopman, Cora de Wilde, José Poelmans, Helma Hoegen, Tanja van Oosterhout, Loes Leurs, Marja Hagemans, Marjo van Straten, Suzan Bekker, Debbie Kreft

## Weblink
- WM 1974 auf FIH.ch